# متیو گریو
ماتیو گریوی (انگلیسی: Matthew Grieve؛ زادهٔ ۸ نوامبر ۱۹۹۰) بازیکن فوتبال اهل بریتانیا است.
از باشگاه‌هایی که در آن بازی کرده‌است می‌توان به باشگاه فوتبال سلتیک نیشن، باشگاه فوتبال استوک‌پورت کانتی، باشگاه فوتبال اشینگتون، باشگاه فوتبال نیوکاسل یونایتد، و باشگاه فوتبال دارلینگتون ۱۸۸۳ اشاره کرد.